# Cavallino arrì arrò
Cavallino arrì arrò è una filastrocca popolare italiana, e fa parte di una tradizione che  risale almeno alla seconda metà del secolo XIX, attestata, ad esempio, nel Novo dizionario universale della lingua italiana di Policarpo Petrocchi. Presenta testi leggermente variabili nel tempo e nei luoghi, reperibili in raccolte di filastrocche per bambini, ma presenti anche in testi letterari.

Il termine "Arri" è "voce di incitamento che si dà agli animali da tiro e da soma...di probabile formazione onomatopeica", usata già dal due-trecento e documentata nel provenzale, spagnolo, portoghese e arabo. L'interiezione "arrò" è attestata, come elemento della filastrocca, nella Grammatica degli italiani di Ciro Trabalza e Ettore Allodoli.
Cavallino arrò arrò per la biada che ti do, per i ferri che ti metto per andare a san Francesco, San Francesco vola via, cavallino via via

## Versioni

### In area toscana
La tradizione popolare versiliese tramanda due versioni di "Cavallino arrì arrò" che differiscono tra loro leggermente nel primo verso, pur essendo simili nella prima metà ad altre versioni riportate dai libri per bambini, mentre la seconda metà sembra originale. Ogni verso è ritmato in quattro tempi identici, che vengono scanditi dalla mamma facendo saltellare il bambino sulle ginocchia, per imitare il passo del cavallo. Il testo è: 
In una versione di Valdelsa o del Casentino, il primo verso è rovesciato: Arri arri, cavallino.

### In area meridionale
Nelle versioni dell'Italia meridionale il "cavallino" è più spesso "cavalluccio". Arri arri cavalluccio è il titolo di una celebre canzone napoletana di Sergio Rendine e Vincenzo De Crescenzo incisa e portata al successo da Franco Ricci.

### Nella letteratura
La filastrocca compare in diverse narrazioni novecentesche, tra le quali si ricordano In magna Sila di Nicola Misasi, Lemmonio Boreo di Ardengo Soffici, Quartiere Vittoria di Ugo Dettore, Il tappeto verde di Vasco Pratolini.